# Aikatsu!
Aikatsu! ou Aikatsu! Idol Activity (アイカツ! アイドルカツドウ, Aikatsu! Aidoru Katsudō!) é um jogo de cartas colecionáveis para arcades, produzido pela Bandai na linha Data Carddass em outubro de 2012. O jogo baseia-se no uso de cartas colecionáveis que oferecem várias roupas para ajudar os ídolos aspirantes japoneses a passarem pelas audições. Uma adaptação para animé produzida pelo estúdio Sunrise (e posteriormente pela sua subsidiária Bandai Namco Pictures) foi transmitida na TV Tokyo a 8 de outubro de 2012. Os dois primeiros filmes da série foram lançados em dezembro de 2014 e agosto de 2015. Foram adaptados três mangas pela editora Shogakukan, e quatro jogos eletrónicos para a plataforma Nintendo 3DS foram lançados pela Bandai Namco Games. A série foi sucedida por Aikatsu Stars! a 7 de abril de 2016.

## Média

### Jogos eletrónicos
O jogo de arcade Aikatsu! da Bandai foi lançado em outubro de 2012, como parte da linha Data Carddass. O jogo baseia-se no uso de cartas colecionáveis que ajudam os ídolos japoneses a passarem pelas audições. O jogo eletrónico Aikatsu! Cinderella Lesson (アイカツ! シンデレラレッスン, Aikatsu! Shinderera Ressun), foi lançado para a plataforma Nintendo 3DS a 15 de novembro de 2012. O segundo jogo intitulado Aikatsu! Futari no My Princess (アイカツ！２人のmy princess), foi lançado a 21 de novembro de 2013 para a plataforma 3DS. O  terceiro jogo intitulado Aikatsu! 365-Hi no Idol Days (アイカツ！365日のアイドルデイズ, Aikatsu! 365-Nichi no aidorudeizu), foi lançado a 4 de dezembro de 2014 para a plataforma 3DS. O quarto jogo intitulado Aikatsu! My No.1 Stage! (アイカツ！My No.1 Stage!), foi lançado a 26 de novembro de 2015 para a plataforma 3DS.

### Animé
Uma série de animé televisiva produzida pelos estúdios Sunrise e Telecom Animation Film foi exibida pela TV Tokyo a 8 de outubro de 2012, tendo substituído Yu-Gi-Oh! Zexal na grelha televisiva. A segunda temporada foi transmitida a 3 de outubro de 2013, e a terceira foi exibida em outubro de 2014. O sítio Daisuki realizou uma transmissão simultânea da série a 4 de setembro de 2014.
O primeiro filme foi produzido pela Sunrise, distribuído pela Toei Animation, e lançado a 13 de dezembro de 2014. O segundo filme, Aikatsu! Music Award: Minna de Sho wo Moracchaima Show!, foi lançado a 22 de agosto de 2015. Os filmes Aikatsu Stars!, e Aikatsu! Nerawareta Mahō no Aikatsu! Card, foram exibidos a 13 de agosto de 2016.

### Banda sonora

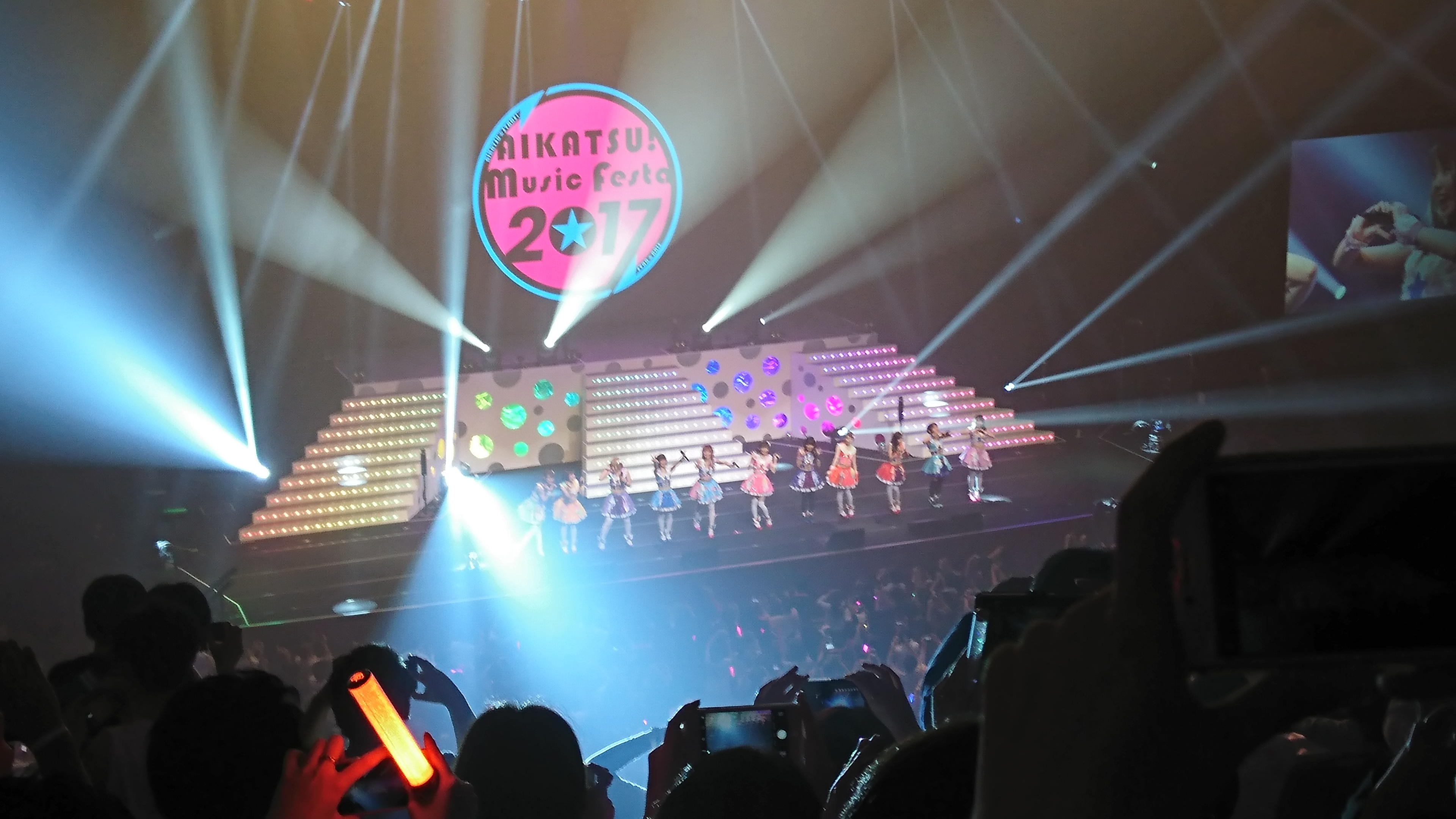
Evento musical de Aikatsu! de 2017.

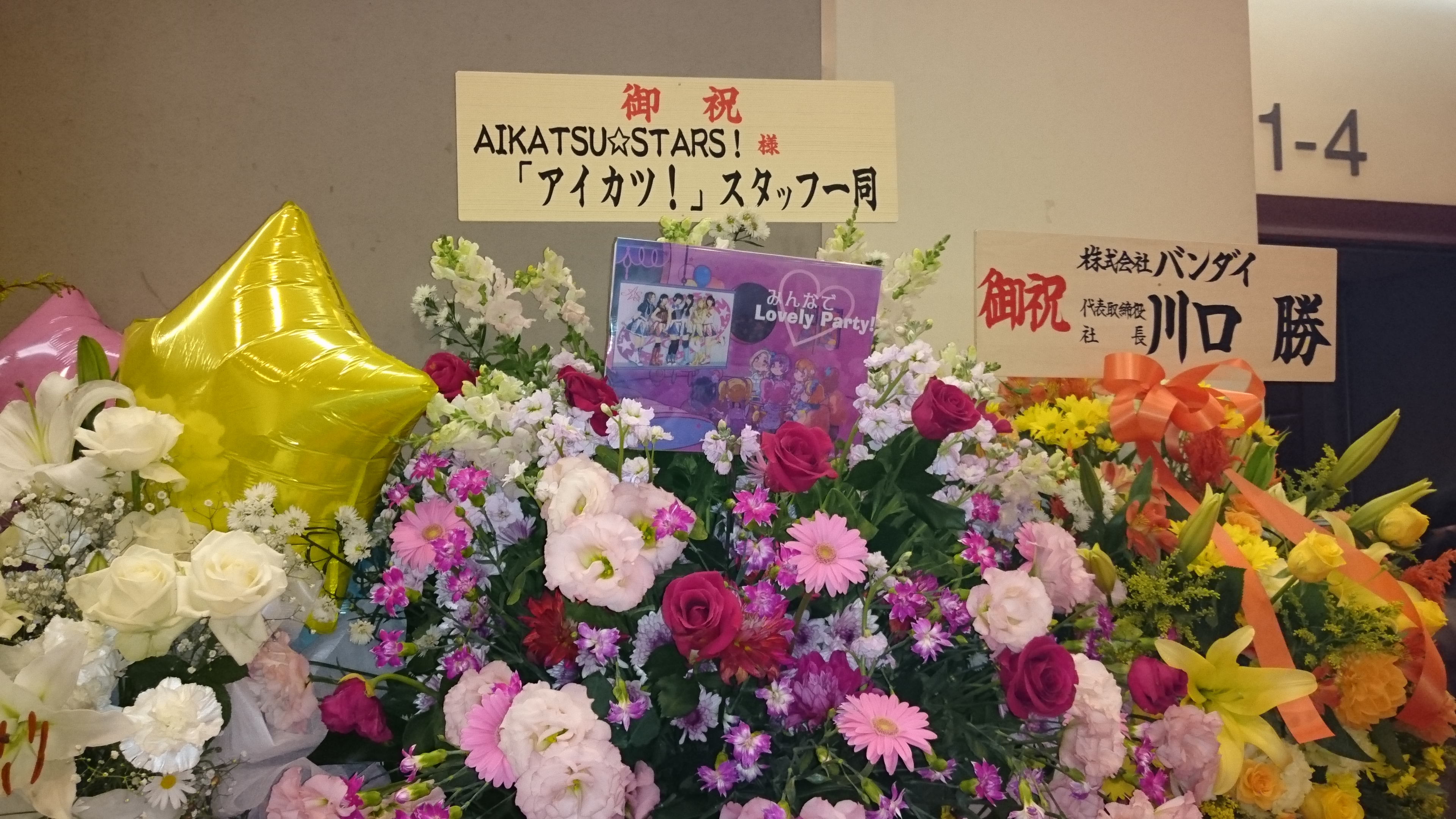
Evento AIKATSU☆STARS! Aikatsu! Special LIVE Lovely Party!! de 2015.

A maioria das canções foram compostas por monaca, e interpretadas pelo grupo de ídolos STAR☆ANIS ou AIKATSU☆STARS!, que também dobraram as personagens.
Temas de abertura
- "Signalize!" (episódios 1 – 25), interpretado por Waka, Fūri, Sunao, e Risuko
- "Diamond Happy" (ダイヤモンドハッピー, Daiyamondo Happī) (episódios 26 – 50), interpretado por Waka, Fūri, e Sunao
- "KIRA☆Power"[13] (episódios 51 – 75), interpretado por Waka, Fūri, e Sunao
- "SHINING LINE*" (episódios 76 – 101), interpretado por Waka, Fūri e Yuna
- "Du-Du-Wa DO IT!!" (episódios 102 - 126), interpretado por Ruka, Mona, Miki, e Waka
- "Lovely Party Collection" (episódios 127 - 152), interpretado por Ruka, Mona, e Miki
- "START DASH SENSATION" (episódios 153 - 178), interpretado por Ruka, Mona, e Miki

Temas de encerramento
- "Calendar Girl" (カレンダーガール, Karendā Gāru) (episódios 1 – 25 e 125), interpretado por Waka, Fūri, e Sunao
- "Hirari/Hitori/Kirari" (ヒラリ／ヒトリ／キラリ) (episódios 26 – 43 e 45 – 50), interpretado por Waka, Fūri, Sunao, Remi, Moe, Eri, Yuna, e Risuko
- "Kiss of the Alice Blue" (アリスブルーのキス, Arisu Burū no Kisu) (episódio 44), interpretado por Rey
- "Original Star☆彡" (オリジナルスター, Orijinaru Sutā) (episódios 51 – 75), interpretado por Waka, Fūri, Sunao, Remi, Moe, Eri, Yuna, e Risuko
- "Precious" (episódios 76 – 101), interpretado por Risuko, Waka, Fūri e Mona
- "Good morning my dream" (episódios 102 - 124 e 126), interpretado por Ruka, Mona, e Miki
- "Tutu・Ballerina" (チュチュ・バレリーナ) (episódios 127 - 152), interpretado por Mona, Ruka, e Miki
- "lucky train!" (episódios 153 - 178), interpretado por Ruka, Mona, e Miki

### Média impressa
As três adaptações para manga foram publicadas pela editora Shogakukan. As duas primeiras séries foram ilustradas por Banbi Shirayuki, publicadas na revista Ciao. A terceira série, escrita por Shiori Kanaki e ilustrada por Akane, foi publicada na revista Pucchigumi. Os seis volumes da obra "Aikatsu! Official Fanbook" (アイカツ！公式ファンブック) foram publicados com o rótulo da Ciao Mook. A adaptação para light novel foi publicada a 8 de agosto de 2013, tendo sido ilustrada por Kyō Nagiri.

## Receção
O filme arrecadou 172 727 250 ienes na bilheteira japonesa durante a sua exibição na primeira semana. Até o dia 28 de fevereiro de 2016, o filme havia arrecadado 834 831 dólares na Coreia do Sul.